# Missão Biológica da Galiza
A Missão Biológica da Galiza é um centro do Conselho Superior de Investigações Científicas localizado na freguesia de Salcedo no município de Pontevedra em Espanha. É o mais antigo instituto de investigação do Conselho Superior de Investigação Científica da Galiza e o instituto de investigação agrícola mais antigo de Espanha.

## História
A Missão Biológica da Galiza foi criada pelo Conselho para a Extensão dos Estudos Científicos e Investigação em abril de 1921. A sua primeira sede foi a Escola Veterinária de Santiago de Compostela, dirigida por Cruz Gallástegui. A missão permaneceu em Santiago de Compostela até 1926, quando a escola veterinária desapareceu. Em 1927 o Conselho Provincial de Pontevedra ofereceu uma nova sede à Missão Biológica, que se mudou em 1928 primeiro para a quinta La Tablada em Campolongo e depois para o palácio que pertencia ao Arcebispo Malvar em Salcedo, o Paço de Gandarón, onde permaneceu até hoje.
A partir de 1930, as actividades da instituição centraram-se no melhoramento genético do milho, na variedade de castanheiros resistentes ao tingimento e na promoção em Espanha da raça inglesa de porco Large white.
Entre 1940 e 1950, a Missão consolidou as suas primeiras linhas de investigação sobre a genética e fisiologia de plantas e dos animais.
Entre 1960 e 1973, as linhas de investigação foram interrompidas até 1973, quando Armando Ordás assumiu a linha de melhoramento genético do milho e criou um sindicato de sementes.
A partir de 1980, foram iniciadas novas investigações, baseadas no cultivo de leguminosas, Brassicaceae e videiras.
Actualmente, o centro está trabalhando no melhoramento dos cultivos para adaptá-los às consequências das mudanças do clima e desenvolve actividades de investigação agrícola e florestal.

## Descrição
As suas instalações consistem em três edifícios principais e vários edifícios secundários, dispostos num terreno de doze hectares pertencente à Câmara Provincial de Pontevedra (Deputação Provincial de Pontevedra).

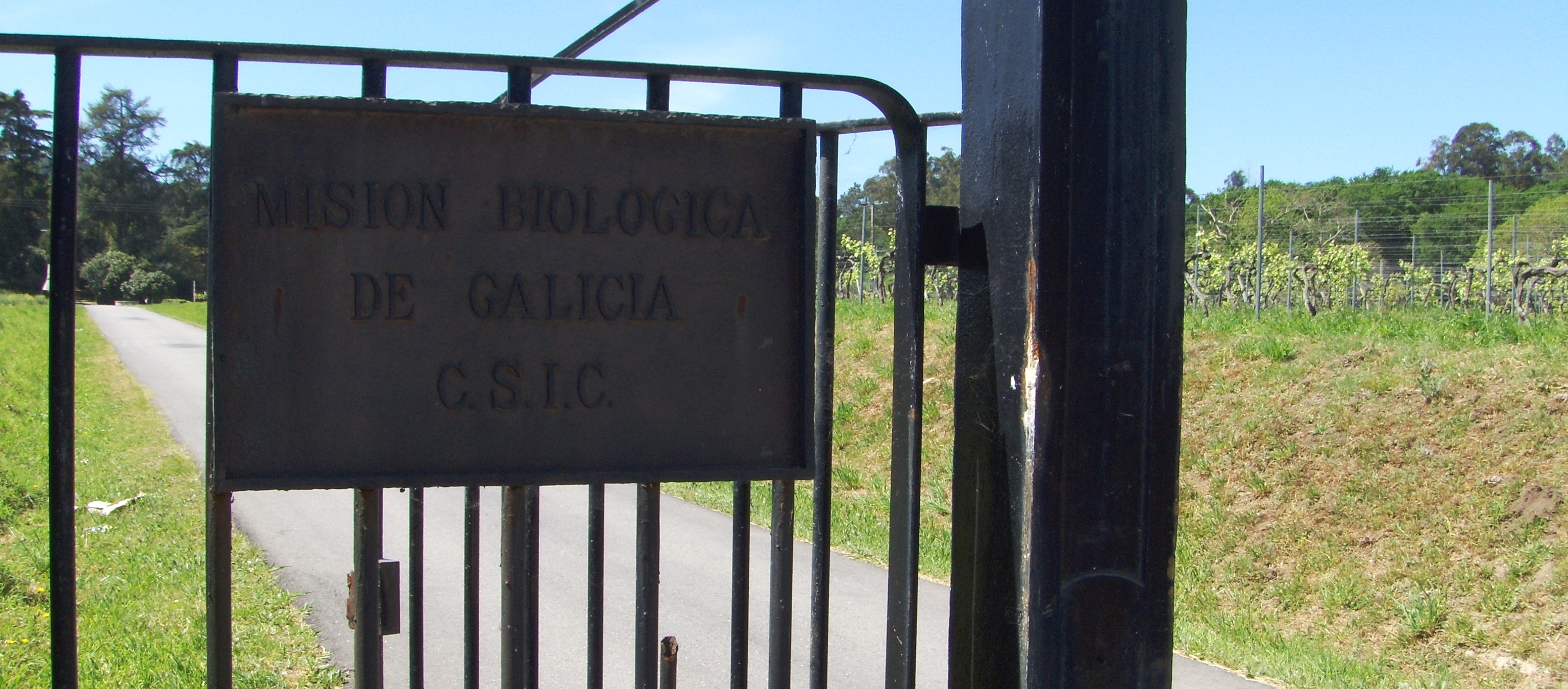
Missão Biológica da Galiza (CSIC). Sinal na entrada da quinta.

Em abril de 2021 conta com 12 cientistas e 2 investigadores pós-doutorados no seu pessoal. Oito grupos de investigação e quase oitenta pessoas no total trabalham na Missão Biológica da Galiza.
O financiamento da Missão Biológica provém principalmente dos orçamentos gerais do Estado e do Conselho Provincial de Pontevedra.

### Instalações
O edifício original da propriedade era o pazo de Gandarón, que tinha um espigueiro galego, um pombal, dois miradouros e vários celeiros e pequenos estábulos. A fim de o adaptar à sua nova utilização, o edifício foi renovado. Foram construídos armazéns para a suinicultura, que mais tarde foram convertidos em laboratórios e escritórios.
- A quinta. É constituída por doze hectares, dez dos quais são aráveis. Está dividida em lotes cuja divisão e denominação correspondem à sua utilização original. Num deles uma floresta nativa é preservada e outras são dedicadas a jardins, nos quais se destaca a colecção de camélias. Há vários edifícios na propriedade, incluindo uma pérgula, um lago e vários conjuntos de mesas e bancos de pedra. Há também um espigueiro galego e uma cave de sidra.
- Pazo da Carballeira de Gandarón. Foi construído pelo Arcebispo Sebastián Malvar no final do século XVIII como residência familiar.[4]

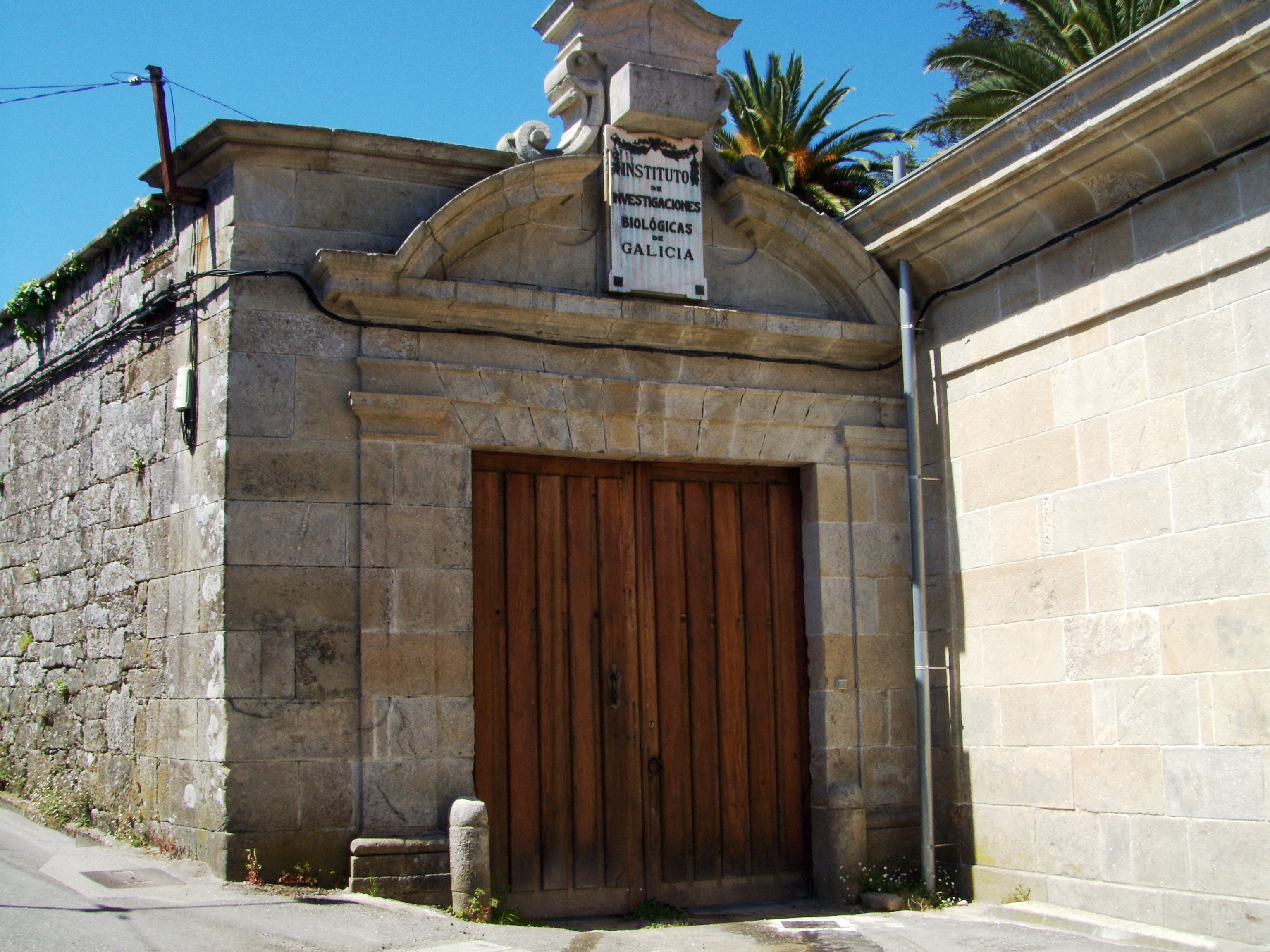
Uma das portas do paço.

- Edifício Miguel Odriozola. Foi construído na década de 1940 para a criação de porcos, como parte da investigação genética animal iniciada por Miguel Odriozola na década anterior. Quando esta investigação foi concluída em 1987, decidiu-se reformar o edifício. Esta reforma foi realizada entre 2002 e 2003 pelo arquitecto Mauro Lomba.[9]
- Edifício Cruz Gallastegui. Foi construído nos anos 1960 pelo arquitecto Alejandro de la Sota, sendo a primeira obra deste arquitecto. A sua construção destinava-se a albergar os escritórios que estavam anteriormente localizados no pazo. O edifício foi ocupado em 1969-1970.[10][11].

Em Fevereiro de 2022, o CSIC integrou o Instituto de Investigação Agrobiológica da Galiza (com sede em Santiago de Compostela) na Missão Biológica da Galiza.

### Objectivos
O objectivo geral da missão biológica é desenvolver germoplasma para a agricultura que tenha menores requisitos de fertilização e irrigação, tolere o stress biótico e abiótico e seja de maior qualidade. Ao mesmo tempo, foi feita uma tentativa de obter uma compreensão mais profunda dos processos genéticos envolvidos na adaptação e evolução, resistência ao stress e qualidade das espécies de cultivo.